# Euprepacris charpentieri
Euprepacris charpentieri is een rechtvleugelig insect uit de familie Romaleidae. De wetenschappelijke naam van deze soort is voor het eerst geldig gepubliceerd in 1970 door Descamps & Amédégnato.